# Taira
A taira (Eira barbara) az emlősök (Mammalia) osztályának ragadozók (Carnivora) rendjébe, ezen belül a menyétfélék (Mustelidae) családjába és a rozsomákformák (Guloninae) alcsaládjába tartozó faj.

## Elterjedése
Közép- és Dél-Amerikában él.
Jellemzően a trópusi-és szubtrópusi erdőkben található meg, de füves területeken keresztül is átjuthatnak az erdőfoltok között.

## Alfajai
- Eira barbara barbara (Észak-Argentína, Paraguay, Nyugat-Bolívia és Közép-Brazília)
- Eira barbara biologiae (Közép-Costa Rica és Panama)
- Eira barbara inserta (Dél-Guatemalától Közép Costa Ricáig)
- Eira barbara madeirensis (Nyugat-Ecuador és Észak-Brazília)
- Eira barbara peruana (A perui és bolíviai Andokban)
- Eira barbara poliocephala (Guyana, Kelet-Venezuela és Brazília)
- Eira barbara senex (Közép-Mexikótól Észak-Hondurasig)
- Eira barbara senilis (Észak-Ecuador)
- Eira barbara sinuensis (Kolumbia és Nyugat-Venezuela)

## Megjelenése
Testhossza 56–68 centiméter, farka pedig 38–47 centiméter. A testtömege 4–5 kilogramm között van.

## Életmódja
Ragadozó, általában kisemlősökkel táplálkozik, nappal aktív állat. Jól tud fára mászni, gyorsan fut, magasra ugrik, és jól úszik.

## Szaporodás
A vackukat a föld alatti üregekben rendezi be. A kölykei átlagosan 80 grammosan jönnek a világra, hangjuk a rókáéra emlékeztet.

## Tairák és emberek
Egyes indián népek háziállatként tartották őket, de a taira is vadállat.

## Képek

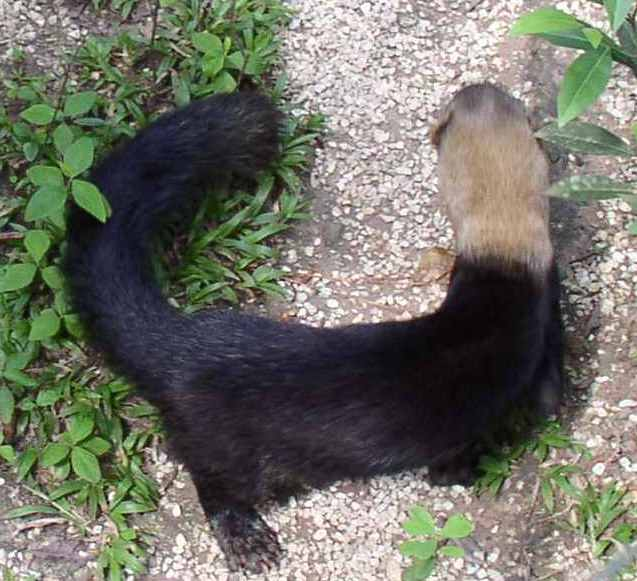
Egy taira felülről
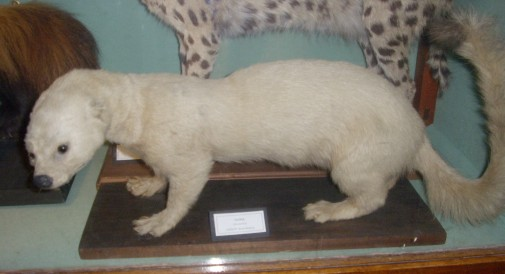
Taira az Ipswich Múzeumban
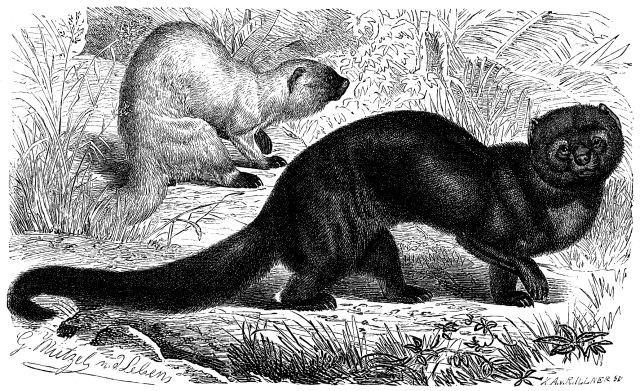
Egy rajz a tairákról (Brehm:Az állatok világa)
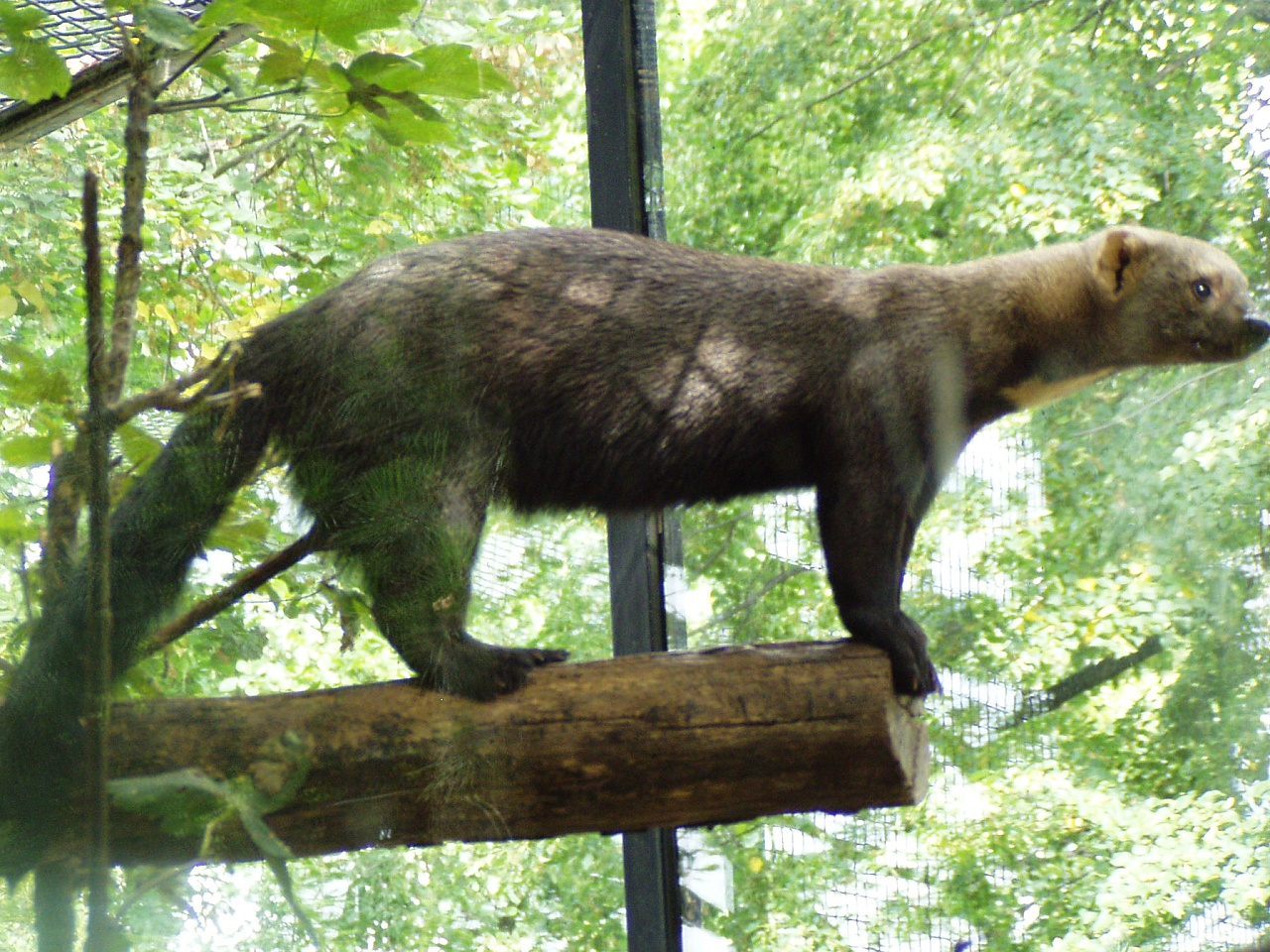
Taira a prágai állatkertben
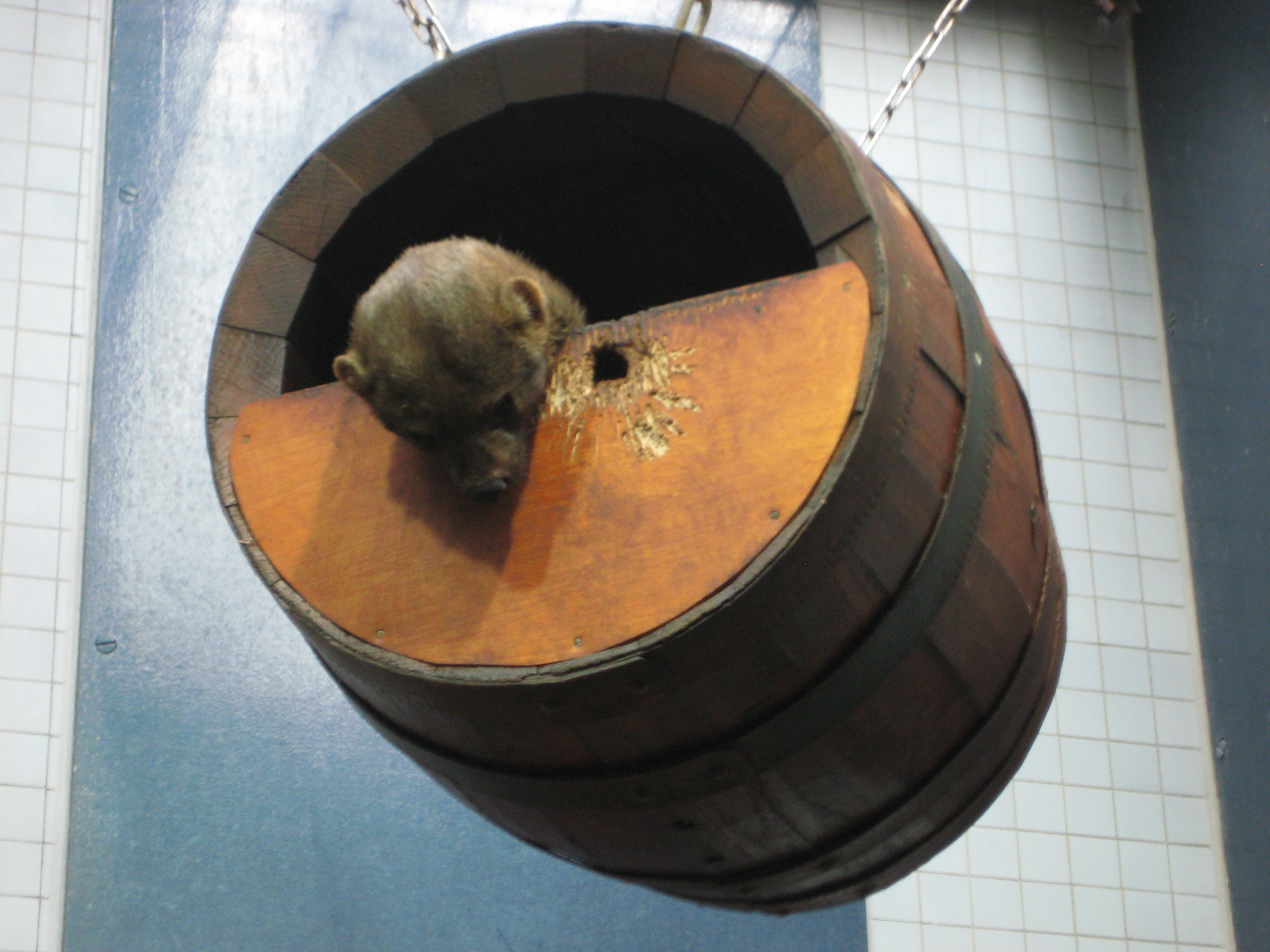
Taira a berlini állatkertben